# Munderfing
Munderfing je obec v okrese Braunau v rakouské spolkové zemi Horní Rakousy.

## Geografie
Munderfing leží na západním okraji lesa Kobernauß v oblasti Innviertel. Přibližně 57 % rozlohy obce tvoří lesy a 38 % zemědělská půda.